# عرق فراج
عرق فراج (به عربی: عرق فراج) یک شهرداری در الجزایر است که در استان بشار واقع شده‌است. عرق فراج ۶٬۴۱۰ کیلومتر مربع مساحت و ۴٬۴۰۶ نفر جمعیت دارد و ۵۸۹ متر بالاتر از سطح دریا واقع شده‌است.